# Spaltprodukt
Als Spaltprodukte oder Spaltfragmente werden die durch die Reaktion der Kernspaltung entstehenden Stoffe bezeichnet. Sie entstehen in größeren Mengen in Kernreaktoren, etwa in gleicher Menge wie gespaltenes Uran oder Plutonium, d. h. 1 g Uran gespalten {\displaystyle \approx } 1 g Spaltprodukte (Abbildung 1). Im Falle einer (binären) Kernspaltung durch thermische Neutronen sind die zwei resultierenden Fragmente meist ein leichteres und ein schwereres Element. Für diesen Fall ist die Verteilung auch asymmetrisch (Abbildung 2). Spaltprodukte sind hochangeregte Kerne (Radionuklide), die in einer Zerfallskette mit verschiedenen Halbwertszeit zu stabilen Isotopen (Elementen) übergehen. Diese Übergänge sind i. d. R. fünf Reihen unter Aussendung von {\displaystyle \beta } und {\displaystyle \gamma }-Strahlung.
Es ist das Ziel der Kerntechnik bzw. der Kernchemie diese radioaktiven Fragmente von den anderen verfügbaren Spaltstoffen (Uran, Plutonium) nach dem Verbrauch im Kernreaktor chemisch abzutrennen, aufzuarbeiten und diese sicher zu entsorgen. Großtechnisch wird dies in Wiederaufarbeitungsanlagen realisiert.
Spaltprodukte sind nicht zu verwechseln mit den Produkten (Transurane) aus Neutroneneinfang, wie z. B. den Isotopen des Plutoniums, welche in Kernreaktoren aus dem fertilen Kernbrennstoff Uran-238 entstehen.

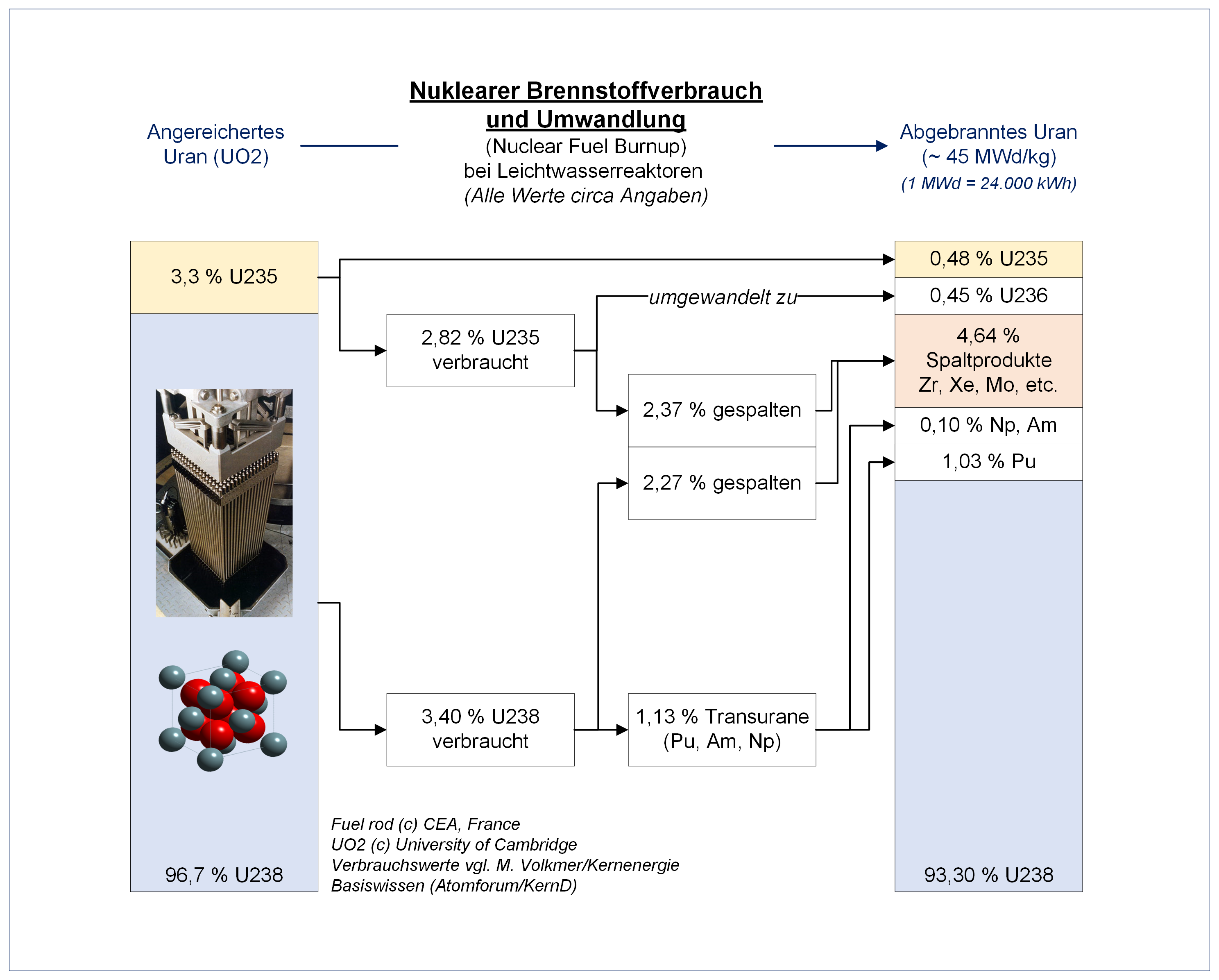
Abb. 1: Schematische Darstellung des Abbrands eines Brennelements in einem Leichtwasserreaktor. Es entstehen Transurane und Spaltprodukte.

## Physik des radioaktiven Zerfalls

Abb. 2: Spaltung durch thermische Neutronen: Schematische Häufigkeitsverteilung der Spaltprodukte (senkrecht) als Funktion der Spaltprodukt-Massenzahl A (waagerecht). Da vorzugsweise zwei Spaltstücke verschiedener Massenzahl entstehen, hat die Kurve zwei Peaks („Höcker“).

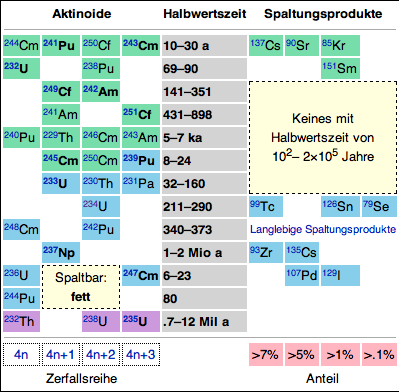
Abb. 3: Einige Actinoide und ihre wichtigsten Spaltprodukte. Die durch thermische Neutronen gut spaltbaren Actinoide sind fett geschrieben. Die Isotope sind nach der Zugehörigkeit zu Zerfallsreihen und/oder HWZ sortiert.

Die unmittelbar durch die Kernspaltung entstehenden (sog. primären) Spaltprodukte (Atomkerne) oder Spaltfragmente haben einen hohen Neutronenüberschuss; sie sind daher instabil (radioaktiv) und wandeln sich durch aufeinander folgende Beta-Minus-Zerfälle in andere Atomkerne um. Da beim Betazerfall die Massenzahl des Atomkerns gleich bleibt, bilden die nacheinander entstehenden Nuklide sogenannte Isobarenketten. Jede dieser Zerfallsketten setzt sich fort bis zu einem stabilen Nuklid. Im Wesentlichen handelt es sich bei diesen Endprodukten der Kernspaltung um Metalle mit Massenzahlen um 90 (im Periodensystem von Zirkon bis Palladium) und einige Elemente mit Massenzahlen um 140 (Tellur bis Samarium; mit Ausnahme von Tellur, Iod und Xenon ebenfalls Metalle).
Diese radioaktiven Zerfälle finden großteils kurz (Sekundenbruchteile bis Stunden) nach der Kernspaltung statt. Die dabei frei werdende Energie trägt mehrere Prozent zur Leistung eines Kernreaktors bei (Nachzerfallswärme). Gesundheitlich wichtig sind vor allem jene Spaltprodukte, bei denen der letzte (teilweise der vorletzte) dieser Zerfälle eine Halbwertszeit von Tagen bis Jahren hat, insbesondere wenn sie aufgrund ihrer chemischen Eigenschaften leicht verfrachtet werden und in den menschlichen Körper gelangen können.
Einige Spaltprodukte haben erheblichen Einfluss auf die Funktionsweise (Kinetik) eines Kernreaktors. Insbesondere sind dies Spaltprodukte, die Neutronen erst verzögert freisetzen und es deutlich erleichtern, einen Reaktor zu regeln, sowie Nuklide, die Neutronen stark absorbieren, insbesondere 135Xe, welche dessen Regelung erschweren.
Genaue Zahlenwerte für die Ausbeute der verschiedenen Isobarenketten bei der Spaltung sind in einer Datensammlung der Internationalen Atomenergieorganisation angegeben.
Die anfängliche Zusammensetzung des entstehenden Spaltproduktgemisches hängt ab vom Reaktortyp (Spaltmaterial, Neutronen-Energiespektrum) und von der Verweildauer der Spaltprodukte im Reaktor (Dauer weiterer Neutronenbestrahlung). Nach der Entnahme aus dem Reaktor bestimmen Halbwertszeit und Zerfallsprodukte der einzelnen Spaltprodukte die zeitliche Änderung der Zusammensetzung.
Spaltprodukte können gasförmig (z. B. 133Xe, 85Kr), flüchtig (z. B. 131I) oder fest (z. B. 137Cs, 90Sr) sein.
Die Physik der Zerfallsgesetze geht auf Ernest Rutherford und Harry Bateman's Lösung der Gleichungen zurück. Die Gleichungssysteme werden heutzutage mittels moderner Werkzeuge aus der Mathematik und entsprechenden Algorithmen gelöst. Bekannte Codes, die Zerfälle modellieren können, sind z. B. MCNP oder Serpent. Ebenfalls wird die Kernspaltung heutzutage mittels aufwendiger ab initio Modelle modelliert. Letztere wird aufgrund ihrer Komplexität als eigenständige Disziplin geführt.

## Energetik der Spaltfragmente
Kernspaltung kann auf unterschiedliche Weise induziert werden. Bei der Spaltung durch hochenergetische {\displaystyle \gamma }-Photonen (> 6 MeV) kommt es zur photoinduzierten-Kernspaltung. Diese Art der Kernspaltung ist jedoch für eine wiederholte (erhaltenden) Anwendung ungünstig. Ebenso sind endotherme Kernreaktionen, die zur Spaltung und auch zu Spaltfragmenten führen, nicht geeignet. Neutroneninduzierte Kernspaltung ist dagegen exotherm und kann eine Kettenreaktion in Gang setzen. Auch bei der Spallation entsteht ein schweres, dem Target ähnliches Fragment, aber die Reaktion unterscheidet sich von der Kernspaltung oder umgekehrt.
Beispiel einer mit thermischen Neutron induzierten Kernspaltung von Uran-235:
{\displaystyle \mathrm {^{235}_{\ 92}U+_{0}^{1}n\longrightarrow _{\ 52}^{133}Te+_{\ 40}^{101}Zr+2\ _{0}^{1}n} +\gamma +Q}
Zerfallsreihen der primären Spaltprodukte:
{\displaystyle \mathrm {^{133}_{\ 52}Te\ {\xrightarrow[{12{,}5\,min}]{\beta ^{-}}}\ {}_{\ 53}^{133}I\ {\xrightarrow[{20{,}8\,h}]{\beta ^{-}}}\ {}_{\ 54}^{133}Xe\ {\xrightarrow[{5{,}243\,d}]{\beta ^{-}}}\ {}_{\ 55}^{133}Cs} }
{\displaystyle \mathrm {^{101}_{\ 40}Zr\ {\xrightarrow[{2{,}3\,s}]{\beta ^{-}}}\ _{\ 41}^{101}Nb\ {\xrightarrow[{7{,}1\,s}]{\beta ^{-}}}\ {}_{\ 42}^{101}Mo\ {\xrightarrow[{14{,}61\,min}]{\beta ^{-}}}\ {}_{\ 43}^{101}Tc\ {\xrightarrow[{14{,}22\,min}]{\beta ^{-}}}\ _{\ 44}^{101}Ru} }
Durch mehrfachen Betazerfall entstehen somit die stabilen Endprodukte Cs-133 und Ru-101.
Im Moment der Spaltung ({\displaystyle \approx } 10−20 s) wird bei der bekannten Kernspaltung von Uran-235 eine durchschnittliche kinetische Energie von {\displaystyle \approx } 192 MeV frei in Form der Fragmente. Ebenso werden prompte Neutronen (ca. 2,5 oder mehr) und prompte {\displaystyle \gamma }-Strahlung emittiert. Die wahrscheinlichste totale kinetische Energie kann in Näherung wie folgt berechnet werden (in MeV)
{\displaystyle \mathrm {TKE} \approx 0.1189{\frac {Z^{2}}{A^{1/3}}}+7.3~\mathrm {MeV} }
mit der Ladungszahl Z und Massenzahl A. Die Spaltfragmente werden durch die Coulomb-Kraft auseinandergestoßen und treffen mit den Atomen des umgebenden Kernmaterials auf einer Distanz von ca. {\displaystyle \approx } 10−3 mm unmittelbar zusammen. Der Zusammenstoß bremst die Fragmente stark ab und diese geben somit ihre Kernenergie in Form von Wärmeenergie (Rückstoßenergie) ab.
Die freigesetzten (geborenen) Neutronen haben ein unterschiedliches Schicksal. Sie können eine kritische Anordnung (System, z. B. Reaktor) verlassen (Verlust) oder in einem Moderatormaterial abgebremst (thermalisiert) werden. Im letzteren Fall besteht eine erhöhte Wahrscheinlichkeit, dass diese Neutronen beim Zusammenstoß mit Spaltatomen (Uran-235) zu einer zweiten Kernspaltung unter Bildung eines Mischkerns führen. Damit ist im Prinzip eine Kettenreaktion darstellbar. Die Schwierigkeit bei der Konstruktion und Auslegung eines Kernreaktors liegt daher neben vielen anderen Anforderungen (bspw. dem Neutroneneinfang in U-238) in der Berechnung des Brennstoff-Moderator-Gitters. Modellhaft wird dies durch die Vier-Faktoren-Formel ermöglicht. Heutzutage dienen der Auslegung umfangreiche Computersimulationen.

## Eigenschaften ausgewählter Spaltprodukte
Die häufigsten Spaltprodukte aus Leichtwasserreaktoren sind Isotope von Iod, Cäsium, Strontium, Xenon und Barium. Viele Spaltprodukte zerfallen schnell in stabile Nuklide, aber ein bedeutender Rest hat Halbwertszeiten von mehr als einem Tag, bis hin zu Millionen Jahren. Einige Nuklide mit kurzen bis mittleren Halbwertszeiten finden in der Medizin oder Industrie Verwendung. Bemerkenswert ist, dass kein einziges der bei der Kernspaltung entstehenden Nuklide eine Halbwertszeit zwischen 100 und 200.000 Jahren hat. Diese Lücke führt dazu, dass die Gesamtaktivität des Gemischs der Spaltprodukte in den ersten Jahrhunderten noch deutlich zurückgeht, im Wesentlichen bis das in diesem Zeitraum dominierende Isotop 137Cs zerfallen ist. Danach bleibt die Restaktivität (die freilich um Größenordnungen geringer ist als die Aktivität der kürzerlebigen Nuklide) über historische Zeiträume (viele Jahrtausende) praktisch unverändert. In abgebrannten Brennstäben finden sich allerdings neben den Spaltprodukten auch Transurane, die diese „Lücke“ in den Halbwertszeiten schließen.

### Cäsium
Unter den Spaltprodukten finden sich drei Cäsium-Isotope. 134Cs (Halbwertszeit ca. 2 Jahre) entsteht nicht direkt, weil die Zerfallsreihe der Kerne mit Massenzahl 134 bereits beim stabilen Nuklid 134Xe endet, sondern indirekt durch Neutroneneinfang aus dem stabilen Spaltprodukt 133Cs. 135Cs hat eine sehr lange Halbwertszeit (2,3 Mio. Jahre) und ist somit nur mäßig radioaktiv. Das bedeutendste Cäsiumisotop ist 137Cs mit einer Halbwertszeit von ca. 30 Jahren. Es ist nach dem Zerfall der kurzlebigen Isotope über viele Jahrhunderte hinweg das am stärksten strahlende Nuklid im Gemisch der Spaltprodukte.

### Technetium
Nach dem Zerfall des 137Cs ist 99Tc (Halbwertszeit 211.100 Jahre) das am stärksten strahlende Isotop der verbliebenen Spaltprodukte (insgesamt gibt es sieben Spaltprodukte mit sehr langen Halbwertszeiten). Technetium hat kein stabiles Isotop und kommt deshalb in der Natur fast nicht vor.
99Tc ist neben 129I ein Hauptkandidat für die Transmutation, seine Beseitigung würde die Strahlung in ferner Zukunft (nach dem Zerfall der kürzerlebigen Isotope) um ca. 90 % reduzieren.

### Krypton
Radioaktives Krypton entsteht in geringen Mengen in Kernreaktoren. Während einer Wiederaufarbeitung abgebrannten Spaltmaterials, etwa zur Extraktion von Plutonium und verbleibendem Uran, wird das relativ langlebige Kryptonisotop 85Kr (Halbwertszeit 10,756 Jahre) freigesetzt und entweicht in die Atmosphäre. Die Menge an radioaktivem Krypton in der Erdatmosphäre gibt daher einen Anhaltspunkt über die Menge an bearbeitetem Spaltmaterial. Die Differenz zwischen dem aus bekannten Bearbeitungen entstandenen und gemessenem Krypton erlaubt es, die Menge geheim gehaltener Bearbeitungen (gewöhnlich zur Herstellung von Kernwaffen) abzuschätzen.

### Strontium
Da Strontium biologisch ähnlich wie Calcium wirkt, ist das radioaktive Strontiumisotop 90Sr eines der potentiell gesundheitsschädlichsten Spaltprodukte, denn es lagert sich nach Aufnahme in den Organismus in den Knochen ab und verbleibt bis zu seinem Zerfall im Körper. Da die Halbwertszeit etwa 30 Jahre beträgt, trägt man das Strontium für den Rest des Lebens in sich. Das eigentlich Gefährliche am 90Sr ist das Tochternuklid 90Y, das ebenfalls zerfällt, wobei seine Betastrahlung die vierfache Energie derjenigen des 90Sr aufweist.
Die bevorzugte Aufnahme von Strontium in die Knochen wird bei Knochenkrebs therapeutisch oder palliativ genutzt: Durch die bevorzugte Einlagerung im Knochen kann Strontium 89Sr (Halbwertszeit 50,5 Tage) zur Bekämpfung von Tochtertumoren eingesetzt werden.

### Iod
Bei der Kernspaltung entstehen in unterschiedlichen Mengen die Iod-Isotope 127I (0,12 % aller Spaltungen bei der Spaltung von 235U in einem thermischen Reaktor), 129I (0,7 %) und 131I (2,9 %). 127Iod ist nicht radioaktiv (natürliches Iod besteht ausschließlich aus127I); 129Iod ist wegen seiner langen Halbwertszeit (15,7 Mio. Jahre) nur schwach radioaktiv. Eine besondere Gefahr geht hingegen von 131I aus, da Iod aufgrund seiner physikalisch-chemischen Eigenschaften in der Umwelt sehr mobil ist – es wird auch bei einem Unfall besonders leicht freigesetzt – und zudem als essentielles Spurenelement vom menschlichen Organismus aktiv aufgenommen wird. Vor allem die Schilddrüse enthält hohe Konzentrationen an Iod.
131I hat eine Halbwertszeit von 8 Tagen. Nach 8 Tagen ist die Strahlung also auf die Hälfte abgeklungen, nach 27 Tagen auf ein Zehntel und nach 80 Tagen auf ein Tausendstel.
Nach der Katastrophe von Tschernobyl stellte 131I in den ersten Tagen das dominierende Radioisotop dar. Bei rechtzeitiger Vorwarnung kann vor einer befürchteten Exposition ein gewisser Schutz durch die Einnahme von stabilem Iod in der Form von Kaliumiodid-Tabletten aufgebaut werden. Der Organismus wird dadurch mit Iod gesättigt und nimmt das radioaktive Iod danach in deutlich geringeren Mengen auf (Iodblockade).

### Ruthenium, Rhodium und Palladium
Ruthenium und Rhodium gehören zu den häufigen Elementen im Gemisch der Spaltprodukte (11 % bzw. 3 % bei der Spaltung von 235U in einem thermischen Reaktor). Abtrennung und Verwertung dieser wertvollen Edelmetalle im Rahmen der Wiederaufarbeitung ist denkbar, wird aber bisher nicht praktiziert. Ruthenium könnte erst nach einer mehrjährigen Wartefrist verwendet werden, da das im Reaktor entstehende Isotopengemisch anfänglich auch das radioaktive 106Ru (Halbwertszeit 374 Tage) enthält.
Palladium entsteht in etwas geringeren Mengen (1,6 % bei Spaltung von 235U). Es enthält neben den stabilen Isotopen 105Pd, 106Pd, 108Pd und 110Pd auch das leicht radioaktive 107Pd (Halbwertszeit 6,5 Mio. Jahre), was die Verwendbarkeit stark einschränkt.

## Transmutation
Einige Spaltprodukte sind stabil, andere wiederum zerfallen mit sehr kurzer Halbwertszeit zu stabilen Isotopen. Für einige der verbliebenen langlebigen Spaltprodukte ist die Transmutation als Möglichkeit der dauerhaften Unschädlichmachung bereits im Labormaßstab erprobt, wird jedoch (Stand 2025) großtechnisch weltweit nicht eingesetzt.